# Oklahoma City Golf and Country Club
De Oklahoma City Golf & Country Club is een besloten club in Nichols Hills, Oklahoma.
De club werd in 1911 door 300 inwoners van Oklahoma City opgericht. De golfbaan werd in 1929 uitgebreid. De club heeft ook een tennis- en fitnesscentrum en een buitenzwembad.

## Scorekaart
Herentee:
| Hole   | 1   | 2   | 3   | 4   | 5   | 6   | 7   | 8   | 9   | Out  | 10  | 11  | 12  | 13  | 14  | 15  | 16  | 17  | 18  | In   | Totaal |
| ------ | --- | --- | --- | --- | --- | --- | --- | --- | --- | ---- | --- | --- | --- | --- | --- | --- | --- | --- | --- | ---- | ------ |
| Par    | 4   | 4   | 3   | 4   | 5   | 3   | 4   | 4   | 4   | 35   | 4   | 3   | 4   | 5   | 4   | 3   | 5   | 4   | 4   | 36   | 71     |
| Lengte | 350 | 379 | 161 | 399 | 549 | 167 | 404 | 286 | 411 | 3106 | 345 | 173 | 300 | 540 | 393 | 129 | 495 | 377 | 407 | 3209 | 6315   |

## Toernooien
De club heeft onder meer de volgende regionale en nationale toernooien ontvangen:
- 1926: Oklahoma City Open Invitational, gewonnen door Al Espinoza
- 1927: Oklahoma City Open Invitational, gewonnen door Harry Cooper
- 1928: Oklahoma City Open Invitational, gewonnen door Horton Smith
- 1929: Oklahoma City Open Invitational, gewonnen door Craig Wood
- 1930: Southwest Invitational Amateur
- 1932: Trans-Mississippi Amateur, gewonnen door Gus Moreland
- 1936: Women's Southern Open, gewonnen door Mrs Mark McGarry[1]
- 1937: Oklahoma Four Ball
- 1939: Western Amateur, gewonnen door Harry Todd
- 1949: 20th Women’s Western Open, Louise Suggs versloeg Betty Jameson met 5&4; beiden waren mede-oprichters van de LPGA.
- 1953: US Amateur (Gene Littler versloeg Dale Morey op de laatste hole)[2]
- 1956: Trans-Mississippi Amateur, gewonnen door Charlie Coe
- 1970: Trans-Mississippi Amateur, gewonnen door Allen Miller
- 1982: Trans-Mississippi Amateur, gewonnen door John Sherman
- 1990: Trans-Mississippi Amateur, gewonnen door Bobby Godwin
- 1994: NCAA Division I Southwest Regional
- 1999: Trans-Mississippi Amateur, gewonnen door Mike Podolak
- Meerdere US Amateur kwalificatietoernooien
- Meerdere US Open kwalificatietoernooien